# 바리스타 커피

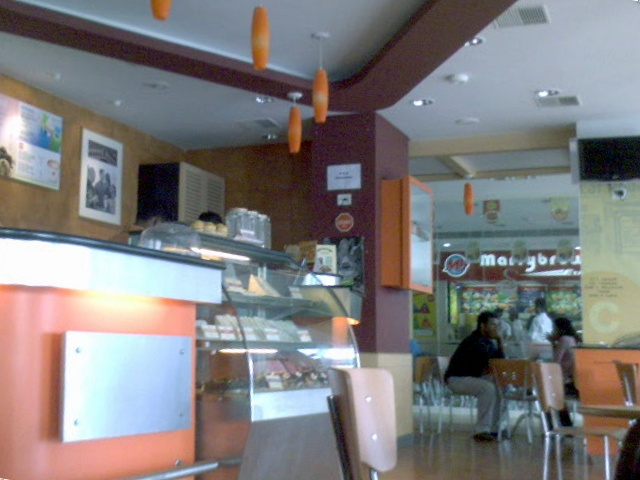
인도 코치에 있는 바리스타 에스프레소 바.

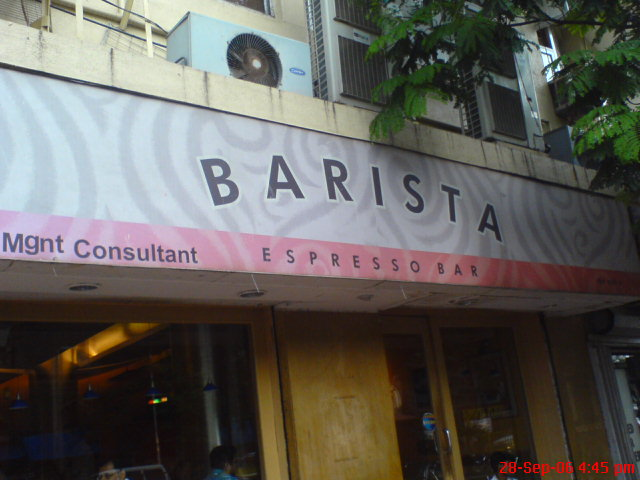
뭄바이 콜라바에 있는 바리스타 에스프레소 바.

바리스타 커피(Barista Coffee)는 인도의 에스프레소 매점 체인이다. 델리에 본부가 위치한다. 바리스타 커피는 현재 인도 전역, 스리랑카, 중동 지역에 약 100여 개의 점포를 갖고 있다. 1997년에 설립되었는데, 스타벅스 사가 인도진출을 거부당했을 시기에 설립되었다. 바리스타 커피의 메뉴는 스타벅스의 것과 거의 똑같다. 저작권 침해 소송에서 바리스타 커피 사가 졌지만 말이다. 현재는 이탈리아의 라바짜(이탈리아어: Lavazza) 사가 바리스타 커피를 인수 합병하여 소유하고 있다.

## 판매 제품
인도 바리스타 커피 매점의 판매 제품은 주로 커피이다. 그 외에도 레몬맛, 블루베리맛, 초콜릿 과일 타트(파이 같은 것), 체티나드식 치킨, 양고기 케밥, 머스타드 치킨, 샌드위치, 코코아, 냉커피, 냉차 등등이다.